# Итапуа
Итапуа (на испански: Itapúa) е един от 17-те департамента на южноамериканската държава Парагвай. Намира се в южната част на страната. Площта му е 16 525 квадратни километра, а населението – 616 565 души (по изчисления за юли 2020 г.). Столицата му е град Енкарнасион.